# Hilbourne Frank
Hilbourne Frank (Codrington, Barbuda, 6 de diciembre de 1931 - ibídem, 29 de marzo de 2020) fue un político de Antigua y Barbuda, fundado y líder del Movimiento Popular de Barbuda. Fue dos veces presidente del Concejo de Barbuda, entre 1979 y 1985, y nuevamente entre 1989 y 1997, así como miembro de la Cámara de Representantes por la circunscripción única de Barbuda entre 1989 y 2004.
Durante la era previa a la independencia, Frank esperaba bloquear el intento de Antigua y Barbuda de unirse a las Naciones Unidas. Frank esperaba hacer de Barbuda un territorio fiduciario de la ONU o convertirse en un estado soberano. Tras la independencia, se convirtió en un destacado opositor al régimen del Partido Laborista de Antigua y apoyó una alianza entre el BPM y el Partido Progresista Unido, que llegó al poder al momento de su retiro en 2004. Fue nombrado caballero después de su jubilación.
Murió el 29 de marzo de 2020, a los 88 años, en Codrington, Barbuda.